# París-Niça 1991
La París-Niça 1991 fou la 49a edició de la París-Niça. És un cursa ciclista que es va disputar entre el 10 i el 17 de març de 1991. La cursa fou guanyada pel suís Tony Rominger de l'equip Toshiba per davant dels seus companys d'equip Laurent Jalabert i Martial Gayant.

## Participants
En aquesta edició de la París-Niça hi preneren part 134 corredors dividits en 15 equips: Toshiba, PDM-Concorde, Castorama-Raleigh, Motorola, Lotto-Super Club, Z, R.M.O., Chateau d'Ax-Gatorade, Ariostea, TVM-Sanyo, Seur-Otero, Amaya Seguros, Tonton Tapis-GB, Histor-Sigma i Helvetia-La Suisse. La prova l'acabaren 87 corredors.

## Resultats de les etapes
| Etapes   | Data       | Recorregut                | Km     | Vencedor d'etapa              | Líder de la general           |
| -------- | ---------- | ------------------------- | ------ | ----------------------------- | ----------------------------- |
| Pròleg   | 10 de març | Fontenay-sous-Bois (CRI)  | 6.5 km | Thierry Marie i Tony Rominger | Thierry Marie i Tony Rominger |
| 1a etapa | 11 de març | Nevers-Nevers (CRE)       | 47 km  | Toshiba                       | Tony Rominger                 |
| 2a etapa | 12 de març | Cusset-Saint-Étienne      | 157 km | Andreas Kappes                | Tony Rominger                 |
| 3a etapa | 13 de març | Saint-Étienne-Dieulefit   | 167 km | Viktor Klimov                 | Tony Rominger                 |
| 4a etapa | 14 de març | Dieulefit-Marsella        | 179 km | Jean-Paul van Poppel          | Pascal Lance                  |
| 5a etapa | 15 de març | Marsella-Mont Faron       | 164 km | Tony Rominger                 | Tony Rominger                 |
| 6a etapa | 16 de març | Toló-Mandelieu-la-Napoule | 178 km | Uwe Ampler                    | Tony Rominger                 |
| 7a etapa | 17 de març | Niça-Coll d'Èze (CRI)     | 12 km  | Tony Rominger                 | Tony Rominger                 |

## Etapes

### Pròleg
10-03-1991. Fontenay-sous-Bois, 6.5 km. CRI
Rominger i Marie fan el mateix temps. Ambdós guanyen l'etapa i ambdós surten l'endemà amb el mallot blanc de líder.
|   | Ciclista          | Equip             | Temps  |
| - | ----------------- | ----------------- | ------ |
| 1 | Thierry Marie     | Castorama-Raleigh | 8' 29" |
| 1 | Tony Rominger     | Toshiba           | m. t.  |
| 3 | Christian Chaubet | Toshiba           | + 4"   |

### 1a etapa
11-03-1991. Nevers-Nevers, 47 km. CRE
|   | Equip             | Temps    |
| - | ----------------- | -------- |
| 1 | Toshiba           | 57' 21"  |
| 2 | PDM-Concorde      | + 56"    |
| 3 | Castorama-Raleigh | + 1' 07" |

### 2a etapa
12-03-1991. Cusset-Saint-Étienne 157 km.
|   | Ciclista             | Equip        | Temps      |
| - | -------------------- | ------------ | ---------- |
| 1 | Andreas Kappes       | Histor-Sigma | 4h 18' 24" |
| 2 | Michel Vermote       | R.M.O.       | m. t.      |
| 3 | Jean-Paul van Poppel | PDM-Concorde | m. t.      |

### 3a etapa
13-03-1991. Saint-Étienne-Dieulefit 167 km.
|   | Ciclista         | Equip                 | Temps      |
| - | ---------------- | --------------------- | ---------- |
| 1 | Viktor Klimov    | Seur-Otero            | 4h 23' 34" |
| 2 | Rob Harmeling    | TVM-Sanyo             | + 6"       |
| 3 | Giovanni Fidanza | Chateau d'Ax-Gatorade | + 22"      |

### 4a etapa
14-03-1991. Dieulefit-Marsella, 223 km.
|   | Ciclista             | Equip        | Temps      |
| - | -------------------- | ------------ | ---------- |
| 1 | Jean-Paul van Poppel | PDM-Concorde | 5h 25' 33" |
| 2 | Christophe Capelle   | Z            | m. t.      |
| 3 | Wilfried Peeters     | Histor-Sigma | m. t.      |

### 5a etapa
15-03-1991. Marsella-Mont Faron, 164 km.
El líder Lance abandona per una caiguda.
Francis Moreau és expulsat de la cursa per treure's el casc durant 600 metres quan pujava el Mont Faron.
|   | Ciclista         | Equip         | Temps      |
| - | ---------------- | ------------- | ---------- |
| 1 | Tony Rominger    | Toshiba       | 4h 09' 14" |
| 2 | Roland Le Clerc  | Amaya Seguros | + 23"      |
| 3 | Laudelino Cubino | Amaya Seguros | m. t.      |

### 6a etapa
16-03-1991. Toló-Mandelieu-la-Napoule, 183 km.
La sortida s'endarrereix més de mitja hora. Els corredors i l'organització discuteixen l'expulsió al dia anterior de Francis Moreau. Al final, el pilot surt sense cas incloent-hi l'"expulsat" Moreau.
|   | Ciclista           | Equip            | Temps      |
| - | ------------------ | ---------------- | ---------- |
| 1 | Uwe Ampler         | Histor-Sigma     | 4h 21' 34" |
| 2 | Eric Caritoux      | R.M.O.           | + 3"       |
| 3 | Claude Criquielion | Lotto-Super Club | m. t.      |

### 7a etapa
17-03-1991. Niça-Coll d'Èze, 12 km. CRI
|   | Ciclista        | Equip           | Temps   |
| - | --------------- | --------------- | ------- |
| 1 | Tony Rominger   | Toshiba         | 23' 53" |
| 2 | Stephen Roche   | Tonton Tapis-GB | + 1"    |
| 3 | Andrew Hampsten | Motorola        | + 12"   |

## Classificacions finals

### Classificació general
|    | Ciclista           | Equip             | Temps       |
| -- | ------------------ | ----------------- | ----------- |
| 1  | Tony Rominger      | Toshiba           | 24h 09' 19" |
| 2  | Laurent Jalabert   | Toshiba           | + 1' 55"    |
| 3  | Martial Gayant     | Toshiba           | + 2' 27"    |
| 4  | Stephen Roche      | Tonton Tapis-GB   | + 2' 39"    |
| 5  | Andrew Hampsten    | Motorola          | + 2' 41"    |
| 6  | Jérôme Simon       | Z                 | + 2' 53"    |
| 7  | Claude Criquielion | Lotto-Super Club  | + 3' 16"    |
| 8  | Eric Caritoux      | R.M.O.            | + 3' 20"    |
| 9  | Atle Kvalsvoll     | Z                 | + 3' 49"    |
| 10 | Laurent Fignon     | Castorama-Raleigh | + 4' 16"    |

## Evolució de les classificacions
| Etapa (Vencedor)                        | Classificació general         |
| --------------------------------------- | ----------------------------- |
| 0Pròleg (Thierry Marie i Tony Rominger) | Thierry Marie i Tony Rominger |
| 0Etapa 1 (Toshiba)                      | Tony Rominger                 |
| 0Etapa 2 (Andreas Kappes)               | Tony Rominger                 |
| 0Etapa 3 (Viktor Klimov)                | Tony Rominger                 |
| 0Etapa 4 (Jean-Paul van Poppel)         | Pascal Lance                  |
| 0Etapa 5 (Tony Rominger)                | Tony Rominger                 |
| 0Etapa 6 (Uwe Ampler)                   | Tony Rominger                 |
| 0Etapa 7 (Tony Rominger)                | Tony Rominger                 |